# 楊鵬翼
杨鹏翼（？—？），字子羽，號屋山，山西平阳府阳城县人，明末清初官员。

## 生平
崇祯九年（1636年）丙子科山西乡试舉人，十三年（1640年）庚辰科進士，通政司观政，授浙江会稽县知县。明亡不仕，入祀乡贤祠。

## 引用
1. ↑  《崇禎十三年庚辰科進士三代履歷》：杨鹏翼，曾祖佩；祖廷轸；父珞。屋山，易一房，壬子年四月二十七日生，阳城县人，丙子三十七名，会试二百三十二名，三甲二百九名。通政司观政。
2. ↑  《阳城县志》